# Kane Brown
Kane Allen Brown (Chattanooga, 21 ottobre 1993) è un cantante statunitense.
Nel giugno 2015 ha pubblicato il suo primo EP intitolato Closer, seguito nell'ottobre 2015 dal singolo Used to Love You Sober. Dopo aver firmato con la RCA Records all'inizio del 2016, include la canzone nel suo secondo EP intitolato Chapter 1, uscito a marzo 2016. Il 2 dicembre 2016 ha pubblicato il suo primo album in studio dal titolo Kane Brown. Nell'ottobre 2017 è diventato il primo artista ad essere primo simultaneo nelle cinque principali classifiche Billboard in cinque paesi diversi. A novembre 2018 pubblica il suo secondo album Experiment, che si è piazzato al primo posto nella classifica Billboard 200. Nel settembre 2022 pubblica il suo secondo album in studio Different Man.

## Biografia

### Primi passi nel mondo della musica
Nato in Georgia da madre europea e padre afroamericano, Brown ha cambiato spesso residenza durante la sua infanzia e adolescenza per motivi economici. A partire dal 1996, Brown cresce solo con sua madre poiché suo padre viene incarcerato. Brown ha dichiarato di essere cresciuto ascoltando musica country ma di essersi avvicinato anche all'R&B durante l'adolescenza. Il primo step che porta il ragazzo ad avvicinarsi al mondo della musica è la vittoria di un talent show scolastico: successivamente, tuttavia, Brown parteciperà alle audizioni di programmi televisivi come American Idol e X Factor USA, spinto dal successo che la sua amica d'infanzia Lauren Alaina aveva ottenuto dopo aver partecipato ad American Idol. Brown si tira però indietro nel momento in cui la produzione voleva inserirlo in una boyband ed inizia a caricare cover sul suo canale YouTube.

### Closer, Chapter 1,  Kane Brown (2014-2017)
Post dopo post, il successo di Kane Brown sul web aumenta sempre di più. Nel 2014, il cantante firma un contratto con la casa discografica Zone 4. Nei mesi successivi, Kane dà via ad un crownfunding con cui riesce a finanziare la pubblicazione dell'EP Closer, che verrà dunque pubblicato l'anno successivo. Il progetto riesce ad entrare nelle classifiche statunitensi inerenti alla musica country. Il 21 ottobre 2015, Brown pubblica il singolo I Used To Love You Sober: il brano è un ottimo successo e riesce ad arrivare alla numero 2 della classifica Country Digital Songs di Billboard. Il successo del brano dà modo al precedente EP di migliorare i suoi risultati commerciali. Seguono altri singoli intitolati Last Minute Last Night e I Love That I Hate That.
A inizio 2016, Kane Brown apre i concerti dei Florida Georgia Line e firma un contratto discografico con la RCA Records. Nei mesi successivi, Brown pubblica il suo primo EP sotto Sony, Chapter 1, in cui vengono inclusi anche i singoli pubblicati dopo il precedente EP. Il disco vende 23.000 unità nella sua prima settimana. Nei mesi successivi, vengono pubblicati i singoli Ain't No Stopping Us Now e Thunder in the Rain: entrambi sono dei successi, e così l'artista ha modo di pubblicare il suo album di debutto Kane Brown il 2 dicembre 2016. Il terzo estratto, What Ifs in collaborazione con la vecchia amica Lauren Alaina, viene certificato 5 volte platino in USA e trascorre 5 settimane alla 1 nella classifica Billboard Hot Country Songs. Il 6 ottobre 2017 viene pubblicata una riedizione dell'album che include il singolo Heaven: il brano è un altro grande successo, tanto da diventare il primo brano a raggiungere la numero 1 in tutte le seguenti classifiche: Top Country Albums, Hot Country Songs, Country Airplay, Country Digital Song Sales, Country Streaming Songs.

### Experiment, Different Man(2018-presente)
Nell'estate 2018, Kane Brown pubblica i singoli Lose It e Weekend, che anticipano l'uscita del suo secondo album Experiment. L'album viene pubblicato il 9 novembre 2018, non prima dell'arrivo di un terzo singolo, Homesick. Experiment diventa il primo album di Kane Brown a raggiungere la posizione numero 1 della Billboard 200. Successivamente, l'artista ha realizzato collaborazioni con molti colleghi: Camila Cabello, Khalid, John Legend, Digital Farm Animals, Marshmello. Nell'aprile 2020, Kane Brown pubblica il singolo Cool Again ed annuncia la pubblicazione di un terzo EP. A questo brano seguono altri due singoli: Be Like That con Swae Lee e Khalid, On Me con Ava Max. Viene inoltre pubblicato un remix di Cool Again con la partecipazione di Nelly. Il 14 agosto 2020 viene pubblicato l'EP Mixtape Vol. 1, il quale include 7 tracce tra cui alcuni dei singoli pubblicati precedentemente.
Nel 2021 pubblica diversi singoli, tra cui la collaborazione con Blackbear Memory con cui sperimenta con la musica R&B. A tale esperimento segue una collaborazione con la cantante R&B H.E.R. intitolata Blessed & Free. Nel 2022 pubblica il singolo da solista Whiskey Sour, seguito da Leave You Alone e dal singolo pop Grand. Nell'agosto dello stesso anno Brown si esibisce durante gli MTV Video Music Awards, diventando il primo artista maschile country ad esibirsi nella storia della cerimonia. Il 9 settembre successivo pubblica il suo terzo album in studio Different Man, il quale unisce sonorità country a ritmiche hip hop e pop.

## Vita privata
Kane Brown ha sposato Kateryn Rose Brown. La coppia ha avuto una figlia, Kingsey Rose Brown.

## Discografia

### Album in studio
- 2016 – Kane Brown
- 2018 – Experiment
- 2022 – Different Man
- 2025 – The High Road

### EP
- 2015 – Closer
- 2016 – Chapter 1
- 2020 – Mixtape Vol. 1

### Singoli
- 2014 – Don't Go City on Me
- 2015 – Used to Love You Sober
- 2015 – Last Minute Late Night
- 2015 – I Love That I Hate You
- 2016 – Ain't No Stopping Us Now
- 2016 – Thunder in the Rain
- 2017 – What Ifs
- 2017 – Heaven
- 2018 – Lose It
- 2019 – Good as You
- 2019 – Saturday Nights
- 2019 – One Thing Right
- 2019 – Homesick
- 2020 – Be Like That (con Swae Lee e Khalid)
- 2020 – Cool Again (con Nelly)
- 2021 – Memory (con Blackbear)
- 2021 – One Mississippi
- 2021 – Blessed and Free (con H.E.R.)
- 2022 – Whiskey Sour
- 2022 – Leave You Alone
- 2022 – Grand
- 2022 – Go Around

## Premi e riconoscimenti
- American Music Award
  - 2018 - Favorite Country Male Artist
  - 2018 - Favorite Country Album
  - 2018 - Favorite Country Song[26]